# 新郷村 (岡山県)
新郷村（にいざとそん / にいざとむら）は、岡山県阿哲郡にあった村。現在の新見市神郷釜村・神郷高瀬・千屋にあたる。

## 地理
高瀬川、三坂川、三ケ市川の流域に位置していた。

## 歴史
- 1889年（明治22年）6月1日、町村制の施行により、哲多郡千屋村、釜村、高瀬村が合併して村制施行し、新郷村が発足[1][2]。旧村名を継承した千屋、釜村、高瀬の3大字を編成[2]。
- 1892年（明治25年）釜村郵便局開設[2]。1909年（明治42年）釜郵便局、1936年（昭和11年）新郷郵便局に改称[2]。
- 1900年（明治33年）
  - 大字千屋を阿賀郡千屋村に編入[1][2]。2大字となる[2]。
  - 4月1日、郡の統合により阿哲郡に所属[1][2]。
- 第二次世界大戦後、野原に開拓団が入植[2]。
- 1955年（昭和30年）5月1日、阿哲郡神代村と合併し、町制施行し神郷町を新設して廃止された[1][2]。合併後、神郷町大字釜村・高瀬となる[2]。

## 産業
- 農業[2]
- 産物：木炭[2]

### 鉱山
- 高瀬鉱山：耐火レンガの材料・クロム鉄鉱採掘。最盛期は昭和30年（1955年）代[2]。

## 交通

### 鉄道
- 1928年（昭和3年）国有鉄道伯備線が開通し、1955年（昭和28年）新郷駅開設[2]。

## 教育
- 1890年（明治23年）4か所の小学校を尋常新郷小学校と3支校に再編[2]。1897年（明治30年）千屋支校を廃止[2]。1947年（昭和22年）新郷小学校、高瀬小学校、三坂小学校となる[2]。
- 1947年、新郷中学校開校[2]。